# Gubałówka (station)

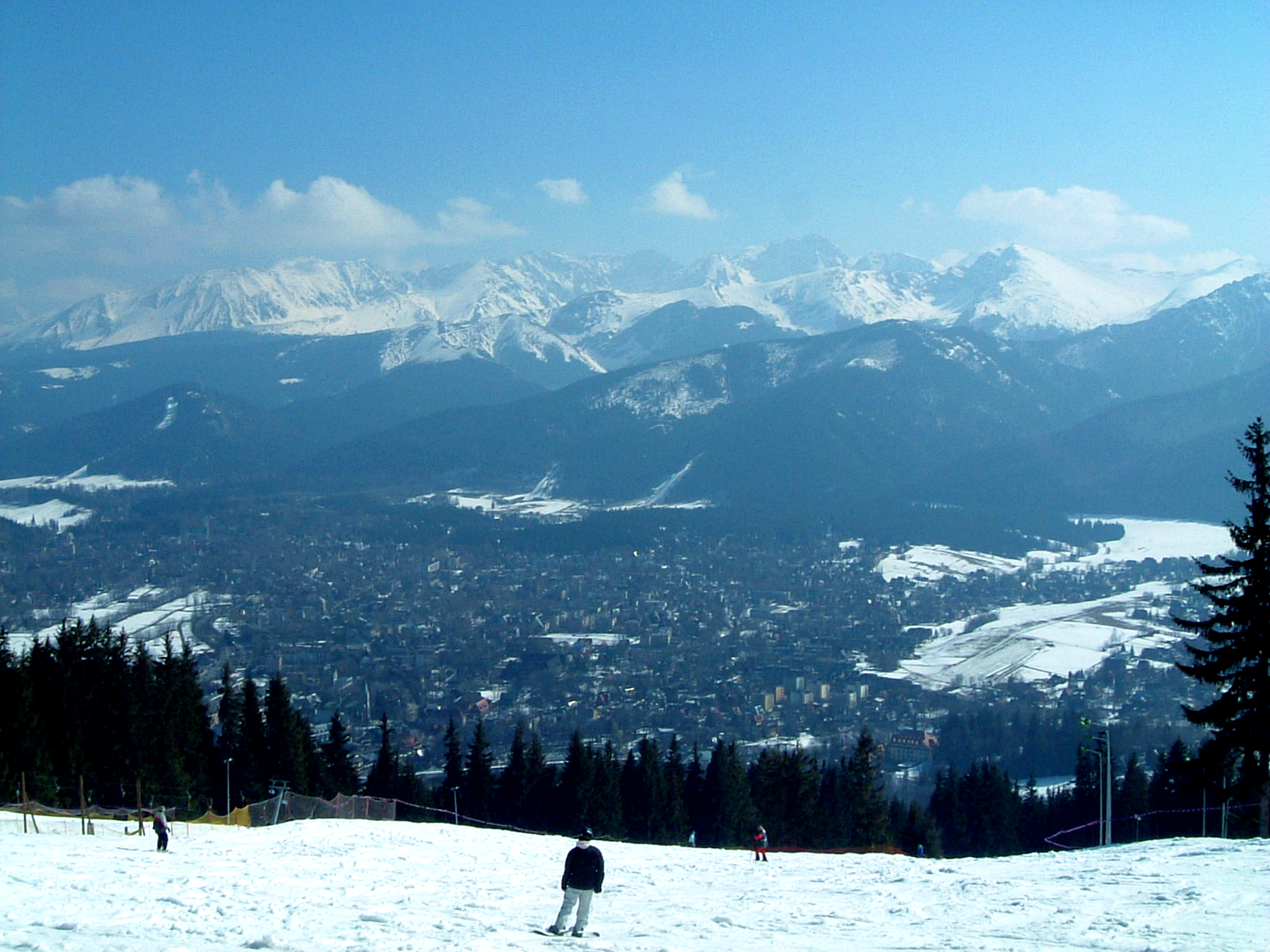
Piste de Gubałówka

Hautes Tatras

Gubałówka [prononcer : gouba'woufka] est l'une des six stations de sports d'hiver de la ville de Zakopane (Pologne).
Depuis 1938, un funiculaire relie le centre de Zakopane à la station.
| Altitude Maximale      | 1 122 m       |
| Altitude Minimale      | 823 m         |
| Piste(s) Rouge(s)      | 1             |
| Piste(s) Bleue(s)      | 1             |
| Télésiège(s)           | 1             |
| Téléski(s)             | 2             |
| Capacité des remontées | 5.700 pers./h |